# Microsoft Exchange Server
A Microsoft Exchange Server (röviden gyakran csak: Exchange) a Microsoft levelezést és csoportmunkát támogató, Active Directory-integrált szerverszoftvere. A Microsoft Servers termékvonal része, sok, a Microsoft infrastruktúrájára alapozó vállalat használja. Főbb funkciói közé tartozik az e-mail, naptárak, feladatok, névjegyek kezelése, a mobil- és webalapú hozzáférés támogatása, és az összes adat központosított tárolása. Magyarított változata nincsen (a webes és az Outlook-kliens alapú hozzáférés kivételével), a szerveroldali funkciók angol, kínai, francia, német, olasz, japán, koreai, portugál, orosz és spanyol nyelveken hozzáférhetők.

## Története
Az Exchange eredetileg a Microsoft belső levelezését futtató, technológiailag elavult, XENIX-alapú levelezőrendszerének kiváltására készült termék volt, Mercury kódnévvel. A migráció tervezése 1993 áprilisában kezdődött meg, és 1995 januárjára már 500 felhasználó levelezését tárolták az Exchange Server Beta 1-ben. 1996 áprilisára 32 000 felhasználót migráltak az új környezetbe.
Az Exchange-et megelőző microsoftos levelezőszerver a Microsoft Mail volt. Néhány héttel azután, hogy a Lotus felvásárolta a cc:Mailt, az eredeti, 1988-ban még AppleTalk-hálózatokon működő Microsoft Mail-változatot (ami a Microsoft által írt kód volt) lecserélték a Consumer Software Inc. felvásárlása során megszerzett Network Courier kódjára, még 1991 áprilisában. A termékcsalád utolsó tagja a Microsoft Mail 3.5 volt, ennek utódjaként jelent meg 1996. június 11-én az Exchange első publikus termékváltozata, az Exchange Server 4.0 (kódnév: Touchdown). Az Exchange Server egy teljesen új, X.400-alapú kliens-szerver architektúrájú levelezőrendszer volt egyetlen adatbázissal, de már a X.500 címtárszolgáltatás támogatásával. Az Exchange Server által használt címtár később a Microsoft Active Directory LDAP-kompatibilis címtárszolgáltatásává nőtte ki magát. Az Active Directoryt integrálták a Windows 2000-be, a Windows tartományok alapjául szolgál azóta is.
1997. május 23-án jelent meg az Exchange Server 5.0, ami tartalmazta az új Exchange Administrator konzolt, és elsőként nyújtott lehetőséget az SMTP-alapú hálózatok „integrált” elérésére. Míg a Microsoft Mailnak külön SMTP-relayre (átjáróra) volt szüksége, az Exchange Server 5.0 az Internet Mail Connector bővítménnyel közvetlenül tudott kommunikálni az internetes levelezőszerverekkel. Szintén az 5.0 újdonsága volt a webalapú e-mail-hozzáférést nyújtó Exchange Web Access felület, amit egy későbbi szervizcsomagban Outlook Web Accessre (OWA) neveztek át. A Microsoft az Exchange Server 5.0-val egyszerre jelentette meg a 8.01-es Microsoft Outlookot, a Microsoft Exchange Client 5.0-t és a Microsoft Schedule+ 7.5-öt (az Outlook naptárjának elődje) az új szerverváltozat bővített funkcióinak kihasználására.
Az Exchange Server 5.5 (kódnév: Osmium vagy Oz) 1997 novemberében jelent meg, Standard és Enterprise kiszerelésekben. Ezek az adatbázis méretkorlátaiban, a fürtözési lehetőségekben és a levéltovábbítási csatolóikban térnek el egymástól. Míg a Standard Edition adatbázisának mérete a korábbi verziókkal megegyező, 16 GB-os lehet, az Enterprise Editionben ezt a határt 16 TB-ra emelték (bár a Microsoft Best practice dokumentációja nem javasolja a 100 GB-os határ átlépését). A Standard Edition csatolói közé tartozik a Site Connector, az MS Mail Connector, az Internet Mail Service (korábbi nevén Internet Mail Connector) és az Internet News Service (korábban Internet News Connector), tartalmazza továbbá a cc:Mail-, Lotus Notes- és Novell GroupWise-kompatibilitást biztosító komponenseket. Az Enterprise Editionben ezeken felül jelen van az X.400 csatolója, és kompatibilitást nyújtó komponensek az IBM SNADS-éhez és a PROFS-ához. Képes továbbá két csomópontos fürtként működni. Számos új funkció jelent meg az Exchange Server 5.5-ben, köztük az új, naptárat is tartalmazó Outlook Web Access, az IMAP4 és az LDAPv3-as kliensek támogatása, valamint a törölt elemek visszaállításának lehetősége. Az Exchange Server 5.5 volt az utolsó Exchange-verzió, amiben különálló címtár-, SMTP- és NNTP-szolgáltatások futottak. Az 5.5-ös Exchange-hez már nem jelentettek meg új Exchange Client- és Schedule+-verziókat, csak az Outlook 8.03 változatát jelentették meg, hogy ki lehessen használni az új funkciókat.
A 2000. november 29-én megjelent Exchange Server 2000 (v6.0, a Mercury kódnév a későbbi szervizcsomagokra vonatkozott) elődeinek számos korlátján túllépett. Megemelte például az adatbázisok méretkorlátait, kettőről négyre emelte az egy fürtbe köthető szerverek számát. Hátráltatta azonban az új Exchange Server elterjedését, hogy a frissítéshez működő Active Directory-infrastruktúrára van szükség, mivel az Exchange Server 5.5-től eltérően a 2000-es változatból hiányzik az integrált címtárszolgáltatás, így függ az Active Directory meglététől. Szintén a migrációt hátráltató tényező, hogy a Microsoft nem oldotta meg az új Exchange azonos szerveren történő frissítését, ezért az átmeneti migrációs időszakban két rendszernek kell egyszerre üzemelnie, a felhasználókat postafiókjukkal összekötő, illetve a címtárak közötti fordítást végző időleges megoldásokkal. Az Exchange Server 2000-ben megjelent a azonnali üzenetküldés támogatása, ám ez a funkcionalitás később átkerült a Microsoft Office Live Communications Server termékbe. A migrációs folyamatot később az Exchange Server 2003-ban jelentősen megkönnyítették (bár így is többlépcsős folyamat), ezért sok felhasználó megvárta a 2003-as verziót a frissítéssel. A frissítési folyamat magában foglalta a vállalat kiszolgálóinak Windows 2000-re való frissítését is. Sokan ezért úgy döntöttek, megmaradnak az Exchange Server 5.5 és Windows NT 4.0 kombinációjánál, bár mostanra egyik terméket sem támogatja a Microsoft.

## Exchange Server 2003
Az Exchange Server 2003 (v6.5, kódnév: Titanium) 2003. szeptember 28-án debütált.
Az Exchange Server 2003 (jelenleg a Service Pack 2-nél jár) Windows 2000 Serverre (csak ha előbb a Service Pack 4 feltelepült) és 32 bites Windows Server 2003-ra telepíthető, bár egyes új funkciók csak az utóbbin működnek. Windows Server 2008-ra nem lehet telepíteni. A Windows Server 2003-hoz hasonlóan az Exchange Server 2003 is többfajta kompatibilitási módban képes működni, így támogatja a felhasználók lassú migrációját. Ez leginkább nagyvállalati, elosztott Exchange Server-környezetekben lehet fontos, ahol nem engedhető meg a minden szerver egyszerre átállításával járó szolgáltatáskiesés és pluszköltség.
Az Exchange Server 2003 egyik új képessége a feljavított katasztrófaelhárítás, amivel a rendszergazdák hamarabb működőképessé tehetik a kiesett szervert. Lényege, hogy a szerver már a levelezést tároló adatbázisok visszaállítása közben is képes leveleket küldeni és fogadni. A Microsoft Mobile Information Server 2001/2002 termék egyes funkciói bekerültek az Exchange Server alapváltozatába, ilyen az Outlook Mobile Access és a szerveroldali ActiveSync. Magát a Mobile Information Server terméket megszüntették. Javítottak a vírusvédelmen és a spamszűrésen is, olyan beépített API-k hozzáadásával, amikhez külső cégek szűrőprogramjai kapcsolódhatnak, illetve beépítették a feladó IP-címe szerinti szűrés alapvető módszereit, mint az SPF- ("Sender ID") és a DNSBL-szűrés, amik ekkorra már standardnak számítottak a Unix/Linux levelezőszervereken. Szintén új képesség, hogy el tudja dobni a bejövő leveleket még a feldolgozás korai szakaszában, így megakadályozva, hogy túl sok idő teljen el a levélszemét feldolgozásával. Továbbfejlesztették az üzenet- és postafiók-kezelés eszközeit is. Más eszközök, például az Instant Messaging vagy az Exchange Conferencing Server önálló termékekként keltek életre. A Microsoft jelenleg a Microsoft Office, a Microsoft Office Live Communications Server, a Live Meeting és a Sharepoint együttesét részesíti előnyben, mint csoportmunka-platformot. Az Exchange Server újra csak a levelezési és a naptárfunkciókat látja el.
Az Exchange Server 2003 két változatban jelent meg, ezek a Standard Edition és az Enterprise Edition. A Standard Edition szerverenként egy levéladatbázist támogat, melynek mérete legfeljebb 16 GB lehet. A Service Pack 2-től kezdve a Standard Edition maximális adatbázisméretét 75 GB-ra növelték, de alapértelmezésben csak 18 GB-ot támogat, egy registry-beállítással lehet bekapcsolni a megnövelt kvótát. Az Enterprise Edition adatbázismérete akár 16 TB is lehet. Legfeljebb 4 storage groupot (kb. tárolócsoport) támogat, melyek mindegyikében 5 adatbázis lehet, így szerverenként 20 az adatbázisok maximális száma.
Az Exchange Server 2003 a Microsoft Small Business Server 2003 Standard és a Premium változatának is része. 32 bites szoftver, és a Windows 2003 64 bites verzióira nem is telepíthető.
A Microsoft Exchange Server saját fejlesztésű RPC-protokollal kommunikál, aminek csak az API-ja dokumentált (lásd MAPI). A MAPI-t a Microsoft Outlook kliens számára tervezték. Az Exchange Serveren lévő leveleket POP3 és IMAP4 protokollokkal is el lehet érni, például Mozilla Thunderbird vagy Lotus Notes kliensek számára. Az Outlookon kívül a Novell Evolution terméke is képes az Exchange fejlettebb funkcióit kihasználni; a Microsoft Entourage for Mac legutóbbi verziója nemkülönben. Az Exchange postafiókok és nyilvános mappák webböngészőn keresztül is elérhetők, az Outlook Web Access (OWA) funkcionalitással. Az Exchange Server 2003 újdonsága volt a mobil eszközökre optimalizált OWA, melynek a neve Outlook Mobile Access (OMA).
A Windows Mobile 5.0 AKU2 vagy magasabb változatával párosítva, az Exchange Server 2003 SP2 támogatja a „leküldéses” e-mail-technológiát mobil eszközök részére – hasonlóan a BlackBerry eszközök működéséhez.
Az Exchange Server 2000-től eltérően, az Exchange Server 2003 nem tartalmaz belső vállalati azonnali üzenetküldési támogatást. A Microsoft megjelentette a különálló Live Communication Server termékét ezeknek az igényeknek a kiszolgálására.
Az Exchange 2003 levélszemét-szűrése:
Az Exchange Server 2003 több egyszerű szűrési módszerrel bővítette az Exchange Servert. Ezek nem elég kifinomultak ahhoz, hogy teljesen kiszűrjék a spamet, de a postafiókok elárasztása ellen védelmet nyújtanak. Az Exchange Server 2000-ben lehetőség volt a küldő e-mail címe, vagy e-mail tartománya alapján (*@tartomany.hu) blokkolni a leveleket, ez megmaradt az Exchange Server 2003-ban is. Az Exchange Server 2003 további új szűrési lehetőségei a következők:
Kapcsolatszűrés (Connection filtering)A levelek DNS feketelisták (DNS RBL), vagy manuálisan megadott IP-címek/IP-címtartományok alapján történő kiszűrése.
Címzett alapján történő szűrés (Recipient filtering)a levelek blokkolásra kerülnek, ha a szerver meghatározott címzettjeinek küldik őket (például kizárólag az intraneten élő címek esetében), vagy ha a szerveren nem létező címzetteknek küldik őket (a spammerek egyik módszere az élő e-mail címek próbálgatással való megtalálása).
Sender ID-szűrésA Sender ID a Sender Policy Framework (SPF) egyik megvalósítása.
Intelligens levélszűrő (Intelligent Message Filter)Egy ingyenes microsoftos bővítmény, ami a levél tartalmának heurisztikus elemzésével szűri a spameket, és blokkolja őket, vagy az Outlook kliensek Levélszemét (Junk E-Mail) mappájába mozgatja őket.

## Exchange Server 2007
Az Exchange 2003 megjelenése után jó ideig ismeretlenek voltak a Microsoft Exchange termékcsaláddal kapcsolatos tervei. Felmerült egy Edge Services bővítmény megjelentetése a fő termékhez, ez valamikor 2005-ben jelent volna meg, de ejtették a tervet. Az új verzió, az Exchange 2007 (Kodiak, majd E12) végül 2006 végén jelent meg. Újdonságai közé tartozik a hangposta-integráció, a jobb keresési lehetőségek és a webes szolgáltatások támogatása, jobb szűrési módszerek és a megújult Outlook Web Access felület.
Az Exchange Server 2007 (v8 vagy az SP1 után v8.1) kizárólag a 64 bites (x86-64) Windows Server-változatokon támogatott, rámutatva a 64 bites számítási teljesítmény által nyújtott teljesítménynövekedésre. Ez a korlátozás csak a támogatott környezetekre érvényes, elérhető egy 32 bites próbaverzió is letöltés és tesztelés céljából. Mindazonáltal, a 32 bites hardveren Exchange Servert futtató vállalatoknak a frissítéshez le kell cserélniük a hardverüket 64 bitesre. Ha maga a hardver képes a 64 bites operációs rendszerek támogatására, akkor is szükséges a szerver operációs rendszerét is lecserélni 64 bitesre az Exchange Server 2007 használatához.
Az Exchange Server 2007 első bétája (akkor még „Exchange 12”) 2005 decemberében került szűk körű bétatesztelésre. 2006 márciusában egy szélesebb körű bétaváltozat látott napvilágot a Microsoft Exchange csapat blogja szerint. 2006. április 25-én jelentette be a Microsoft, hogy az új szerverváltozat neve Exchange Server 2007 lesz.

### Főbb újdonságok
A Microsoft által kiemelt főbb újdonságok és javítások:
- Védelem: anti-spam, antivírus, megfelelőség, fürtözés adatreplikációval, javított biztonság és titkosítás
- Javított naptárazás, egyesített üzenetkezelés, javított mobilitás, javított webes hozzáférés
- 64 bites teljesítmény és skálázhatóság, parancssori felület és egyszerűsített grafikus kezelőfelület, javított telepítés, szerepkörök szétválasztása, egyszerűsített útválasztás
- Exchange Management Shell: rendszergazdák részére írt új parancssori shell és szkriptnyelv (Windows PowerShell-alapú). A parancssorból elérhető az Exchange Server grafikus felületének összes funkciója, és további lehetőségek is nyílnak. A shell scriptek elmenthetők, újrahasznosíthatók, így a gyakran használt, bonyolult feladatok könnyebben elvégezhetőkké válnak. Az Exchange Management Shell több mint 375 különböző parancsot (cmdlet) képes értelmezni.[13]
- Egyesített üzenetkezelés (Unified Messaging): a hangposták, e-mailek, faxok közös postafiókba érkeznek, ami elérhető mobiltelefonokról és más vezeték nélküli eszközökről is. Hangvezérlés segítségével az e-mail kezelhető és meghallgatható a telefonon keresztül (valamint néhány egyszerű üzenet is elküldhető így, például „késni fogok”).
- Megszüntették az adatbázisméret korlátait. Ettől kezdve a maximális adatbázisméretet csak a hardver, illetve a mentési lehetőségek korlátai befolyásolják.
- Megnövelték a tárolócsoportok és levelezési adatbázisok szerverenkénti maximális számát, a Standard Editionnél 5-5-re (az Exchange 2003 Standardban ez 1 volt), az Enterprise Editionnél pedig 50-50-re (4 csoport és 20 adatbázis volt a korlát az Exchange Server 2003 Enterprise-ban). Az adatbázisok maximális mérete továbbra is 16 TB.

#### Szerepkörök
A 2007-es előtti Exchange-változatok monolitikus egészet alkottak, tehát a feltelepített kiszolgáló egységes egészet alkotva megoldotta az összes üzenetkezelési feladatot. A feladatok szétválasztására nem volt lehetőség. Mindössze annyit lehetett megtenni, hogy egy Front-End Back-End topológiát kiépítve a Front-End szerver látta el a felhasználók kiszolgálását, a Back-End pedig az összes többi feladatot. Az üzleti logika azonban ebben az esetben is a Back-End szerveren futott.
Ez a felépítés az Exchange 2007-rel radikálisan megújult. A különböző funkciók ellátására összesen 5 különböző szerepet hoztak létre:
- Client Access
- Hub Transport
- Mailbox
- Edge Transport
- Unified Messaging

Ezeket a szerepköröket akár külön szerverekre, akár egyetlen szerverre lehet telepíteni, így a rendszer rugalmasabban kialakítható, jobban skálázható. Az első három, alapvető szerepkör a korábbi Exchange-változatokban is megtalálható.
- A Hub Transport szerepkör vette át a korábbi Exchange-ekben megtalálható SMTP szolgáltatás szerepét, azaz ennek feladata a levelek továbbítása a szervezeten belül és a külvilág felé (ha nincs Edge Transport, lásd később). Elvégzi az Exchange szerverek belső üzenettárolási formátuma, a MAPI és az SMTP szerverek által használt MIME formátum közti konverziót is. Képes továbbá szabályok alapján kategorizálni, megjelölni a leveleket vagy akár jogi nyilatkozatot fűzni a levelek végéhez. Rendelkezik naplózási lehetőséggel, SPAM-szűrési lehetőséggel és kiegészíthető vírusszűréssel – ez utóbbiak azonban alapállapotban ki vannak kapcsolva, ezeket ugyanis az Edge Transport szerepkör részei.
- A Client Access szerepkör teszi lehetővé a felhasználóknak a leveleikhez való hozzáférést. A következő szolgáltatások tartoznak ide:
  - Outlook Web Access, azaz a böngészőből való hozzáférés. Két változata van, a teljes (Internet Explorer 6 és 7 alól), és a „light”, ami bármilyen más böngészővel elérhető. Az OMA, azaz az Outlook Mobile Access már nem hozzáférhető.
  - Outlook Anywhere (korábban RPC over HTTP), lehetővé teszi a tűzfalon kívülről, titkosított csatornán történő hozzáférést.
  - ActiveSync for Exchange: mobil eszközök hálózati kapcsolaton keresztül történő szinkronizációja.
  - POP3 és IMAP – alapértelmezésben ki vannak kapcsolva, de léteznek.

A MAPI-klienseket (Outlook, Evolution) nem ez a szerepkör szolgálja ki. Ide tartozik még további szolgáltatás is, az egyik a találkozók szervezésénél az elérhetőségi információkat szolgáltatja a klienseknek, a másik az Outlook 2007-nek segít az e-mail profil beállításában (hogy az Outlook 2007 az e-mail cím ismeretében be tudja állítani a teljes profilt).
- A Mailbox szerepkör szolgálja ki a MAPI klienseket. A Hub Transport szerepkör nélkül levelezésre önmagában nem alkalmas. Több megoldással is fürtözhető. Fürtözött Mailbox használata esetén a szerverre a Mailbox mellé más szerepkör nem telepíthető.
- Az Edge Transport szerepkör egy új filozófiát tükröz. Ennek lényege, hogy levelező szerverünket a szervertől és az infrastruktúra többi elemétől különálló eszközön kell védenünk. Mivel az interneten továbbított e-mailek több mint 70%-a káros tartalmat hordoz (levélszemét, vírus, adathalászati támadás), ezért sem biztonsági szempontból, sem a terhelés szempontjából nem célszerű ezt a levéláradatot az éles levelező szerverre engedni (a legtöbb vállalatnál amúgy is alkalmaztak valamilyen extra védelmi megoldást az éles Exchange kiszolgáló előtt). Az Edge Transport feladata tehát, hogy a belső hálózaton kívül, a DMZ-ben elhelyezkedve bonyolítsa le az Exchange szervezet külvilággal folytatott kommunikációját. Ez a szerver fogadja a bejövő leveleket, a belső hálózaton lévő Exchange szerverek számára pedig smart hostként viselkedik. Az ő feladata a bejövő levelek levélszemét- és vírusszűrése. Erre beépített megoldásként megvan benne a korábbi Exchange verzióból már ismert IMF (Intelligent Message Filter), ami kiegészíthető a Microsoft Forefront levélszemét- és vírusszűrő megoldásaival.

Az Edge Transport szerepkör nem telepíthető más szerepkörökkel egy gépre, továbbá nem is lehet tagja az Active Directory infrastruktúrának. A levélszűrés és -továbbítás megvalósításához szükséges Active Directory-adatokat az ADAM (Active Directory Application Mode) segítségével kapja meg. Erre az ADAM-példányra egyirányú replikációval húzza le az Exchange szervezetből szükséges adatokat a Hub Transport szerveren keresztül.
Ezenkívül az Edge Transport rendelkezik egy szabályvarázslóval, amivel szabályalapon módosítani lehet a leveleket, vagy azok útvonalát. Ha a gyári szabálykészlet kevésnek bizonyul, akkor a funkcionalitás programozottan kibővíthető ún. Transport Agentek használatával. Szintén az Edge Transport feladata a címátírás (Address Rewrite) megvalósítása is.
- A Unified Messaging szerepkör a hang- és fax-funkcionalitással kapcsolatos funkciókat valósítja meg. Ezek: a felhasználók hangalapú hozzáférésének biztosítása, a hangalapú üzentek konvertálása, továbbítása. A kereskedelmi hangposta- és faxszoftverekkel szemben nem rendelkezik meghajtóprogramokkal ISDN-kártyákhoz vagy modemekhez. Tisztán VoIP-alapon működik, a hang- és faxüzenetek fogadására és a válaszolásra SIP protokollt használ. Ezért ha hagyományos telefonközponttal kell összekötni az Exchange Servert, szükség lesz VoIP átjáróra. Az üzenetek tárolása a hangüzenetek és faxok esetében is a Mailbox szerepkör feladata.

## Exchange Server 2010
Az egyes Rollup javítócsomag kiadások (és azok al-verziószámmal ellátott újrakiadásai) közötti rövid idő azt mutatja, hogy a 2010-es exchange verziót érintő fejlesztői munka a termék piacradobásától függetlenül tovább folyik a háttérben. Erre nagy szükség is van, mivel sok cég kivárt az átállással, de amint az SP1 megjelent, ez a folyamat is erősen megindult. Az SP1 nagyobb változásokat tartalmaz, ezért technikai kérdésekben minden esetben meg kell említeni, hogy pontosan melyik SP verzióról és Rollup-ról van szó.
Az Exchange 2010 újdonságai közé tartoznak:
- A Storage Group-ok megszűnnek, az Information Store-ba olvasztják be őket.
- A fürtözés az adatbázisok, nem a szerver szintjén történik.
- Az LCR és SCC fürtözés többé nem érhető el. A CCR (fürtfolytonos replikáció) ezentúl nem szerver, hanem adatbázis szinten történik.
- A megújult OWA az Outlook Web Application nevet kapta. A webböngészőből elérhető felületet nagyon hasonlóvá tették a telepített Outlookból elérhetőhöz, és a Mozilla Firefoxot, Safarit vagy más böngészőt használók ugyanazt a funkcionalitást kapják, mint az Internet Explorerrel böngészők.
- Megszűnik az egypéldányos tárolás

## Fürtözés és magas rendelkezésre állás(High availability)
Az Exchange Server Enterprise Edition 4 csomópontig támogatja a fürtözést Windows 2000 Serveren, 8 csomópontig Windows Server 2003-on. Az Exchange Server 2003-ban megjelent az aktív-aktív fürtözés, de csak 2 csomópontos fürtökre. Ebben a felállásban a fürt mindkét szervere aktívan működhet egyidejűleg. Ennek a működési módnak a párja a gyakoribb aktív-passzív üzemmód, amiben a fürt feladatátvevő (failover) csomóponti szerverei egyáltalán nem használhatók, míg az aktív párjaik működőképesek: inaktívan várakozniuk kell, amíg az aktív szerver meg nem hibásodik. Teljesítményproblémák miatt a Microsoft nem javasolja az aktív-aktív üzemmód használatát, sőt az Exchange Server 2007-ből már ki is hagyták.
Az Exchange fürtözési módjait (aktív-aktív és aktív-passzív üzemmódok) bírálták amiatt, hogy a fürtök csomópontjait alkotó szervereknek ugyanolyan adattartalommal kell rendelkezniük. Az Exchange Server fürtözése redundanciát biztosít az Exchange Server mint alkalmazás számára, de az Exchange adatai számára nem (egy közös adatbázison osztozik több Exchange szerver). Ezen forgatókönyv szerint az Exchange adatai kritikus hibalehetőséget (single point of failure) alkotnak, annak ellenére, hogy a Microsoft ezt a felállást "Shared Nothing" (semmi sem megosztott)-modellként írja le. Ezt a problémát az ISV-k és tárolóeszköz-gyártók „telephelyi rugalmasság” (site resilience) megoldásokkal orvosolják, ilyen például a geo-fürtözés vagy az aszinkron adatreplikáció. Az Exchange Server 2007 új fürtözési terminológiát és konfigurációkat vezetett be, amik kiküszöbölik a korábbi „megosztott adat”-modell hiányosságait.
Az Exchange Server 2007 három, illetve az SP1 óta négy fürtözési módozatot támogat:
Fürtfolytonos replikáció (Cluster Continuous Replication)
Az Exchange Server 2007 beépített támogatást nyújt az aszinkron replikációhoz az SQL Server "Log Shipping" (napló alapú szinkronizálás) alapján a fürtfolytonos replikáció (CCR – Cluster Continuous Replication) üzemmódú fürtökben, amik olyankor használhatók, ha a szervereknek nincs közös lemezalrendszere – MSCS MNS (Microsoft Cluster Service—Majority Node Set). A fürt saját corum adatainak replikációját az MSCS végzi, az Exchange 2007 pedig az adattár adatait replikálja a fürt csomópontjai között. Ez a fajta fürtözés viszonylag olcsó megoldás, telepíthető egyben, vagy két telephely között szétosztva, így védve az adatokat természeti katasztrófáktól vagy más, egész telephelyet érintő problémáktól. A CCR fürtök korlátja, hogy csak két csomópontja lehet, plusz a harmadik „szavazó csomópont” (voter node) vagy fájlmegosztás-szemtanú ami megakadályozza a „tudathasadás” (split brain) jelenséget (amikor mindkét csomópont azt hiszi, hogy a másik kiesett a fürtből). A harmadik csomópont általában egy Hub Transport szerepkörű Exchange Server fájlmegosztásán található.
Közös lemezalrendszer (Single Copy Cluster)
A második fajta fürtözés a hagyományos, a korábbi változatokban is elérhető, közös lemezalrendszeren alapuló fürtözés, ami az új terminológiában az SCC (Single Copy Cluster) nevet kapta. Ennek a fürtözési módnak az Exchange Server 2007 kizárólag az aktív-passzív változatát támogatja. Az Exchange Server 2007 telepítésén a CCR és az SCC fürtök esetében is sokat fejlesztettek, egyszerűsítettek: a fürt teljes telepítése az Exchange Server telepítésének részeként lefuttatható.
Helyi folyamatos replikáció (LCR vagy Local Continuous Replication)
A helyi folyamatos replikációt a „szegény ember fürtözése” néven is emlegetik. Ugyanahhoz az Exchange kiszolgálóhoz még egy lemezalrendszert csatolnak, az írások mindkét lemezalrendszerre egyidőben mennek végbe. Ez véd a helyi háttértárak sérülése esetén, de semmi védelmet nem nyújt a teljes szerver kiesése esetén.
SCR (Standby Continuous Replication)
2007 novemberében a Microsoft megjelentette az Exchange Server 2007 első szervizcsomagját. Ebben megtalálható egy új magas rendelkezésre állási képesség, az SCR (Standby Continuous Replication). Ez a fürtfolytonos replikáció (CCR) továbbfejlesztése, ami már nem igényli az MSCS (Microsoft Cluster Service) használatát (tehát nem fürtözött szerverre is replikál) és a replikáció földrajzilag egymástól távol lévő adatközpontok között is működik.

## Licencelés
A Microsoft Servers termékcsalád többi tagjának licenceléséhez hasonlóan az Exchange Server is ügyfél-hozzáférési licenceket (Client Access Licence, CAL) követel meg, ami eltér a Windows CAL-októl. A nagyvállalati szerződések (Enterprise Agreement szerződések) általában tartalmazzák az Exchange Server ügyféllicenceket is. A Core (kb. „alapvető”) ügyfél-hozzáférési licencnek szintén részét képezi. A Windows Serverhez és más Microsoft szervertermékekhez hasonlóan választani lehet az eszközalapú vagy felhasználóalapú ügyféllicencek (User vagy Device CALs) között. A felhasználóalapú ügyféllicenc egy alkalmazotthoz vagy felhasználóhoz van rendelve (nem egy postafiókhoz). A felhasználóalapú ügyféllicenccel a felhasználó bármilyen eszközről elérheti az Exchange levelezését. Az eszközalapú és a felhasználóalapú ügyfél-hozzáférési licencek ára megegyezik, de nem lehet őket felcserélhető módon használni. Bérelt (hosztolt) Exchange-hozzáférést nyújtó szolgáltatók számára létezik egy SPLA (Service Provider License Agreement) licenctípus, ahol a hagyományos ügyfél-hozzáférési licencek mellett a Microsoft részére havi díjat kell fizetni. Kétfajta Exchange CAL létezik: az Exchange CAL Standard és az Exchange CAL Enterprise. Az Enterprise CAL a Standard CAL-t kiegészítő licenc.

## Exchange-kihelyezés
A Microsoft Exchange Server hosztolt szolgáltatásként is megvásárolható több szállítótól.

## Egyéb

### TNEF
Az Exchange Server a Microsoft Outlook alkalmazással együttműködve egyes esetekben (főleg RTF formátumú levelek küldésekor) speciális módszert alkalmaz az internetre kiküldött levelek kódolásához, melyet TNEF kódolásnak (Transport Neutral Encapsulation Format, „szállítás-semleges csomagolási formátum”) neveznek. Ez egy gyártóspecifikus formátum, létrehozásának célja az volt, hogy a levelek a régi, például csak 7 bites ASCII formátumot kezelni képes SMTP-kiszolgálókon is eljuthassanak eredeti formájukban a címzetthez. Hátulütője, hogy az Outlookon kívül a legtöbb kliensprogram képtelen értelmezni, és egy egyszerű szöveges üzenethez csatolt winmail.dat vagy win.dat állományt (MIME-típus: Application/MS-TNEF) jelenít meg. Ez utóbbiban található a levél formázott, űrlapokat és más Exchange-specifikus funkciókat tartalmazó példánya. Levelezőlistákon és más, nem kizárólag Microsoft-megoldásokat alkalmazó helyeken (általában a publikus interneten) ellenjavallt a formátum használata, helyette az interneten szabványos MIME-kódolás használata javasolt. A TNEF-küldés kikapcsolható a nyílt internetre kimenő leveleknél (a sima szöveges vagy HTML-levelek használatával az RTF formátum helyett) akár tartományi szinten, akár felhasználónként, az Outlook beállításaiban.

### Egypéldányos tárolás(Single-instance storage)
Az egypéldányos tárolás (Single-instance storage, röviden: SIS) az a képesség, hogy egy adatállományt/levelet/adatot a rendszernek ne kelljen annyi példányban eltárolnia, ahányszor szükség lehet rá, csak egy (mindenesetre kevés) példányban. Ezt például a Novell GroupWise csoportmunkaszerver vagy az NTFS fájlrendszer is támogatja, különböző szinteken.
A levelek (teljes üzenetszöveg és a csatolt állományok) SIS tárolása a Microsoft Exchange Server 4.0 kiemelten reklámozott funkciója volt, de az Exchange Server 5.5, 2000 és 2003 is támogatta. Ez azt jelenti, hogy ha például egy üzenetet egy tárolón (Exchange store) belül 20 embernek elküld valaki, akkor az ő Elküldött üzenetek mappájában lévő üzenet tárolódik csak teljes egészében az adatbázisban, ezen kívül 20 erre irányított mutató (pointer) jön létre. A megoldás előnye elsősorban, különösen nagy, sok postafiókot üzemeltető szervezeteknél a merevlemezkapacitások jobb kihasználása, emellett a sebesség is megnőhet, ha teljes üzenetek helyett csak mutatókkal kell dolgozni. Azonban, ha egy címzett postafiókja másik tárolón található (vagy ha például nyilvános mappába – Public folder – küldi az üzenetet), abban a tárolóban is legalább egy példánynak létre kell jönnie. A SIS tárolás csak az Exchange rendszeren belül keletkezett üzeneteknél érvényesül, tehát ha egy kívülről érkezett, nagyméretű csatolásokat tartalmazó továbbküldött levelet több felhasználó is megkap, mindegyikről külön példány fog keletkezni az Exchange adatbázisában.
Az egypéldányos tárolás előnyei az 1990-es évek óta megfogyatkoztak: a merevlemezek árai meredeken estek, és az Exchange kiszolgálók tipikus konfigurációja is megváltozott. Míg 1997-ben egy átlagos Exchange Serveren 1000 felhasználó volt egyetlen adatbázisban, 2008-ban a tipikus forgatókönyv akár 5000 felhasználó, de 50 tárolóra elosztva. Tizedannyi postafiókkal tárolónként az SIS üzemmód nyeresége is kb. tizedére csökken, így a legtöbb vásárló számára elhanyagolhatóvá válik. Ráadásul, a szűk keresztmetszet mára nem a merevlemezek kapacitása, hanem a lemezműveletek sebessége. 1997-ben a tipikus merevlemez 10 gigabájtos volt, 100 IO/s sebességgel (ez 10 IO/s/GB, azaz 10 művelet gigabájtonként), 2008-ban a tipikus merevlemez 500 gigabájt kapacitású, a sebesség lényegében nem változott (0,2 IO/s/GB), azaz az IO/s/GB érték 50-edrészére esett. Tehát, bár 1997-ben a lemezműveletek terhére történő lemezhely-takarékosság jó stratégia volt, 10 évvel később a lemezműveletek csökkentésére érdemes fokuszálni.
Az Exchange Server 2007 a levelek teljes üzenetszövegét már nem SIS módban tárolja, azonban a csatolt állományokat igen. Az Exchange Server 2010-ben teljesen felhagytak az egypéldányos tárolással.

## Fordítás
- Ez a szócikk részben vagy egészben a Microsoft Exchange Server című angol Wikipédia-szócikk ezen változatának fordításán alapul.  Az eredeti cikk szerkesztőit annak laptörténete sorolja fel. Ez a jelzés csupán a megfogalmazás eredetét és a szerzői jogokat jelzi, nem szolgál a cikkben szereplő információk forrásmegjelöléseként.